# Belgische Badmintonmeisterschaft 1965
Die Belgische Badmintonmeisterschaft 1965 fand in Brüssel statt. Es war die 17. Auflage der nationalen Badmintonmeisterschaften von Belgien.

## Titelträger
| Disziplin    | Sieger                         |
| ------------ | ------------------------------ |
| Herreneinzel | Herman Moens                   |
| Dameneinzel  | Bep Verstoep                   |
| Herrendoppel | Roger Vanmeerbeek Herman Moens |
| Damendoppel  | Bep Verstoep June Jacques      |
| Mixed        | Herman Moens Bep Verstoep      |